# Murray Harbour
Der Murray Harbour ist ein Naturhafen auf der Ostseite der Murray-Insel vor der Danco-Küste des Grahamlands im Norden der Antarktischen Halbinsel. Er liegt östlich des Kap Murray.
Der Name des Naturhafens war unter Walfängern mindestens seit 1922 geläufig. Die Benennung erfolgte vermutlich in Anlehnung an die gleichnamige Insel. Deren Namensgeber ist der britische Meereszoologe und Ozeanograph John Murray (1841–1914).